# Ípsilon d'Andròmeda d
Ípsilon d'Andròmeda d (υ Andromedae d) és un planeta extrasolar situat a uns 44 anys llum de la Terra, en la constel·lació d'Andròmeda, aproximadament a 10 graus de la Galàxia d'Andròmeda. El planeta necessita 1290 dies (uns 3,5 anys) per orbitar l'estrella binària composta per Ípsilon d'Andròmeda A (un bessó solar) i Ípsilon d'Andròmeda B (una nana roja).
El seu descobriment, realitzat l'abril de 1999 per Geoffrey Marcy i R. Paul Butler, va convertir Ípsilon d'Andròmeda en la primera estrella coneguda (exceptuant el púlsar PSR B1257+12) amb un sistema planetari de diversos components. Upsilon Andromedae d és el tercer planeta en ordre de distància respecte de la seva estrella i el més extern del qual es tingui coneixement dins del seu sistema planetari, compost també per Ípsilon d'Andròmeda b i c.

## Descobriment
Igual com la majoria dels planetes extrasolars coneguts, l'existència d'Ípsilon d'Andròmeda c va quedar de manifest a causa de les variacions en la velocitat radial de la seva estrella provocades per la gravetat del planeta. Les variacions es van detectar mitjançant una delicada anàlisi de l'efecte Doppler de l'espectre d'Ípsilon d'Andròmeda A. En el moment del seu descobriment ja se sabia que Ípsilon d'Andròmeda A allotjava un planeta extrasolar, el Júpiter calent Ípsilon d'Andròmeda b. Tanmateix, abans de 1999 estava clar que l'existència del planeta intern no era suficient per explicar la corba de velocitat radial. El 1999, dos grups independents d'astrònoms pertanyents a la Universitat Estatal de San Francisco i al Harvard-Smithsonian Center for Astrophysics van arribar a la conclusió que un model amb tres planetes s'ajustava millor a les dades de què disposaven. Els dos nous planetes van ser designats amb els noms Ípsilon d'Andròmeda c i Ípsilon d'Andròmeda d.

## Òrbita i massa
De la mateixa manera que la majoria dels planetes extrasolars amb períodes llargs, l'òrbita d'Ípsilon d'Andròmeda d és excèntrica, fins i tot molt més que qualsevol dels principals planetes de nostre sistema solar (inclòs Plutó). Ípsilon d'Andròmeda triga entre 3,5 i 4 anys per orbitar al voltant del seu sol. El semieix major de la seva òrbita, d'aproximadament 2,5 ua, situa al planeta dins de la zona d'habitabilitat d'Ípsilon d'Andròmeda A, alguna cosa que no és d'esperar per a un planeta jovià.
Per explicar l'excentricitat orbital del planeta, alguns científics han proposat una teoria segons la qual la interacció entre Ípsilon d'Andròmeda d i un planeta exterior (actualment perdut) va fer moure el primer cap a una òrbita més propera a la seva estrella, provocant que l'òrbita d'Ípsilon d'Andròmeda d es tornés gradualment excèntrica; en cas de ser així, el planeta rebel hauria estat expulsat immediatament. Els posteriors disturbis gravitatoris causats per Ípsilon d'Andròmeda d haurien mogut al planeta intern Ípsilon d'Andròmeda c a la seva òrbita excèntrica actual. Tanmateix, encara no s'ha aconseguit establir quina probabilitat tindria l'esmentada situació i existeix la possibilitat d'altres models d'interacció interplanetaria.
Una limitació inherent al mètode de velocitat radial emprat per detectar Ípsilon d'Andròmeda c és que únicament pot trobar-se el límit inferior de la massa planetària; en el cas d'Ípsilon d'Andròmeda d, el seu límit inferior és de 3,93 vegades la massa de Júpiter, tot i que la massa veritable podria ser molt més gran, depenent de la inclinació orbital.
Els mesuraments astromètriques preliminars indiquen que l'òrbita d'Ípsilon d'Andròmeda d estaria inclinada 155,5 graus respecte del pla del cel. No obstant això, els esmentats mesuraments van demostrar més tard ser útils únicament per a determinar límits superiors, inapropiats per a HD 192263 b i possiblement 55 Cancri c, i fins i tot contradictòries amb la inclinació registrada del planeta intern Ípsilon d'Andròmeda b (>30°). Així i tot, s'ha aconseguit determinar que la inclinació mútua entre els planetes c i d és de 35 graus.

## Característiques
Donada la seva gran massa planetària, és probable que Ípsilon d'Andròmeda d (com els altres dos planetes que conformen el sistema planetari) sigui un gegant gasós sense superfície sòlida i que la gravetat al nivell de la superfície sigui 10 vegades la de la Terra. Ja que el planeta només ha pogut detectar-se en forma indirecta, es desconeixen característiques com seu radi, composició i temperatura.
Treballant en el supòsit que el planeta és similar a Júpiter pel que fa a la seva composició i que seu medi ambient és proper a l'equilibri químic, l'astrofísic David Sudarsky va predir que Ípsilon d'Andròmeda d comptaria amb núvols d'aigua i ferro a la capa superior de la seva atmosfera, en lloc dels típics núvols d'amoníac de Júpiter.
Ípsilon d'Andròmeda d es troba dins de la zona d'habitabilitat d'Ípsilon d'Andròmeda A segons es defineix tant per la capacitat d'un món similar a la Terra per allotjar aigua líquida en la seva superfície, com per la quantitat de radiació ultraviolada que rep per part de la seva estrella. Els models teòrics indiquen que, fins i tot en el cas de comptar amb òrbites excèntriques, els planetes terrestres podrien conservar aigua líquida tot el temps. Al seu torn, això assenyalaria que si Ípsilon d'Andròmeda d tingués llunes de gran mida-de mida igual o més gran que Mart, aquestes podrien sustentar vida extraterrestre.